# Sporting (journal sportif)
Pour les articles homonymes, voir Sporting.
Sporting était un journal sportif français dont la direction, la rédaction et l'administration étaient situées dans le 2e arrondissement de Paris. Dirigé par F. Hudman-Lucas, il paraît pour la première fois le 23 novembre 1910 et disparaît définitivement en février 1949. Selon les termes utilisés par son rédacteur : « Le but principal de Sporting est de favoriser le sport en France ; de l'encourager autant qu'il est dans ses moyens. »